# Andrzej Wieczorek (matematyk)
Andrzej Edward Wieczorek (ur. 1 lutego 1949 w Sosnowcu, zm. 9 kwietnia 2018 w Warszawie) – polski matematyk, profesor nauk matematycznych, pracownik naukowy Instytutu Podstaw Informatyki Polskiej Akademii Nauk, specjalista w zakresie analizy nieliniowej, matematycznych metod ekonomii i nauk społecznych, teorii gier, teorii decyzji, teorii grafów. 

## Życiorys
W 1965 roku został finalistą XVI Olimpiady Matematycznej. Absolwent VI Liceum Ogólnokształcącego im. Tadeusza Reytana w Warszawie (1966) i Wydziału Matematyki i Fizyki Uniwersytetu Warszawskiego (1971). Pracę doktorską pt. Porównanie prawdopodobieństw na przestrzeni wyników problemu decyzyjnego, napisaną pod kierunkiem profesora Jerzego Łosia, obronił w 1974 roku w Instytucie Matematycznym PAN. W 1986 roku uzyskał stopień doktora habilitowanego nauk matematycznych na Wydziale Matematyki, Informatyki i Mechaniki Uniwersytetu Warszawskiego, a w 2004 roku tytuł profesora nauk matematycznych.
Związał swoją karierę zawodową i naukową z Instytutem Podstaw Informatyki Polskiej Akademii Nauk, w którym pracował ponad
czterdzieści lat. Przez wiele lat prowadził również wykłady i seminaria, najczęściej z ekonomii matematycznej i teorii gier, na Wydziale Matematyki, Informatyki i Mechaniki UW, a także na Politechnice Warszawskiej, w Szkole Głównej Handlowej, Szkole Wyższej im. Pawła Włodkowica w Płocku i Toruńskiej Wyższej Szkole Przedsiębiorczości.
Został pochowany 20 kwietnia 2018 roku na Cmentarzu Wojskowym na Powązkach (kwatera B 23, rząd 5, grób 17).